# Comuna Hostra Mohîla, Stavîșce
Hostra Mohîla (în ucraineană Гостра Могила) este o comună în raionul Stavîșce, regiunea Kiev, Ucraina, formată din satele Hostra Mohîla (reședința) și Liubcea.

## Demografie
Componența lingvistică a comunei Hostra Mohîla
     Ucraineană (99,3%)
     Alte limbi (0,7%)
Conform recensământului din 2001, majoritatea populației comunei Hostra Mohîla era vorbitoare de ucraineană (99,3%), existând în minoritate și vorbitori de alte limbi.